# Waggonfabrik Talbot
Waggonfabrik Talbot i Aachen är den äldsta tyska tillverkaren av rälsfordon. Företaget ägdes från 1995 av Bombardier Transportation och lades ned 2013. Underhållsverksamhet av fordon fortsatte i lokalerna genom det nybildade Talbot Services GmbH. 
Företaget grundades 1838 av Johann Hugo Jacob Talbot (1794–1850) och den belgiske karossfabrikanten Pierre Pauwels på basis av ett stort uppdrag att tillverka 200 person- och godsvagnar. Efter Johann Hugo Jacob Talbots död 1850 dog verksamheten mer eller mindre ut, men återupptogs 1855 av sönerna Carl Gustav (1829–1899), Julius Josef (1818–1896) och Eduard Talbot (1817–1896) i kompanjonskap med järnvägsingenjören Peter Herbrand under namnet G. Talbot und Herbrand. Peter Herbrand grundade 1866 Waggonfabrik P. Herbrand & Cie i Köln, varefter företaget fick sitt till 1995 officiella namn Waggonfabrik Talbot. Omkring 1900 hade Talbot omkring 400 anställda. 
År 1913 köpte Talbot konkurrenten J. P. Goossens i staden Eschweiler utanför Aachen, vilken hade hört till Phoenix AG für Bergbau und Hüttenbetrieb till 1908. 
Talbot hade under många år en fjärdedel av aktiekapitalet i Duewag. Denna andel såldes då till Siemenskoncernen.
Bombardier Transportation köpte Talbot 1995, vid vilken tidpunkt företaget hade 1 250d medarbetare. Företaget hade 1994 utvecklat tågmodellen Talent och gjorde också slutmontage av spårvagnen Bombardier Flexity Swift.

## Fotogalleri

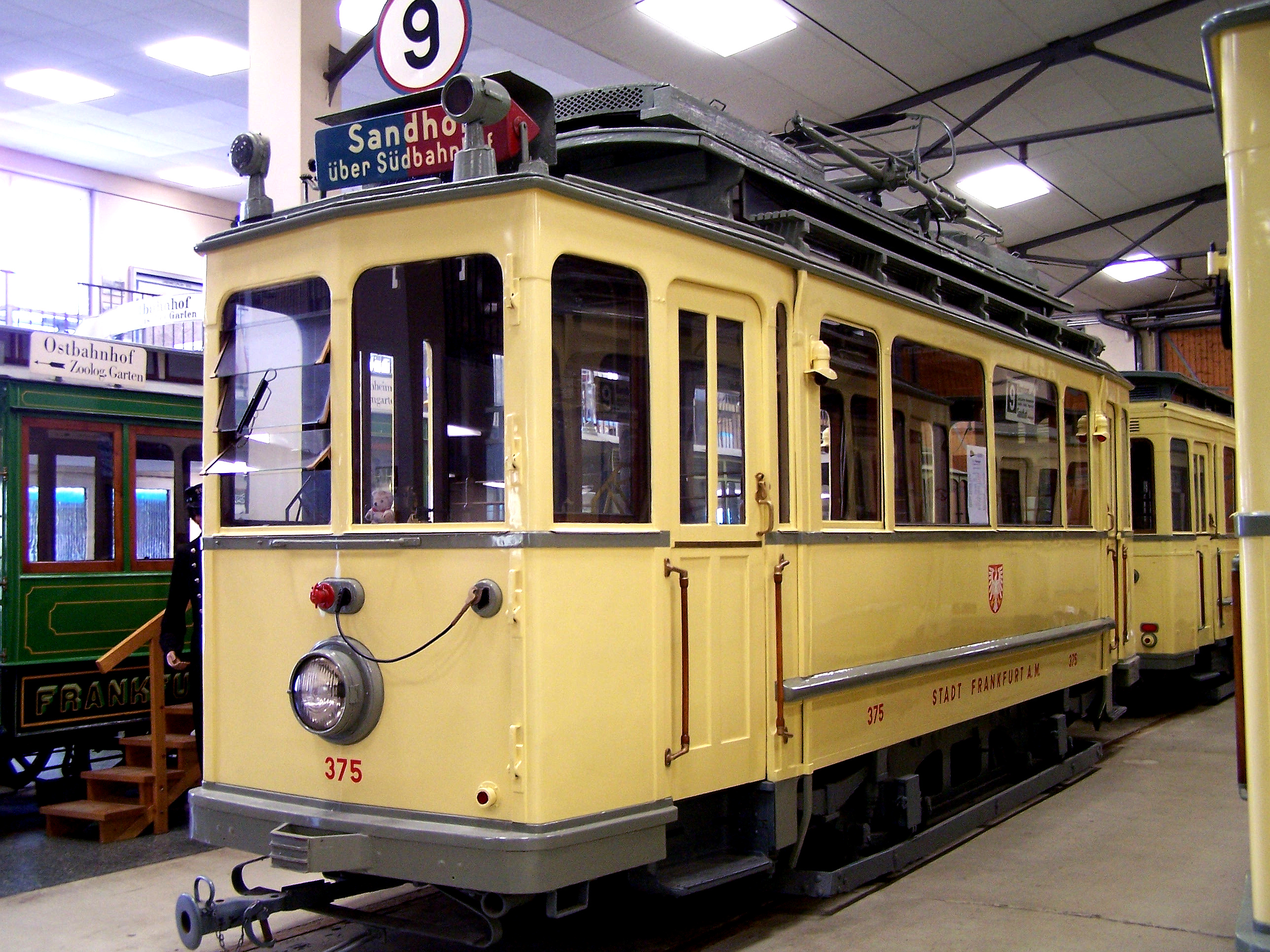
Motorvagn från Frankfurt i Spårvagnsmuseet i Frankfurt am Main
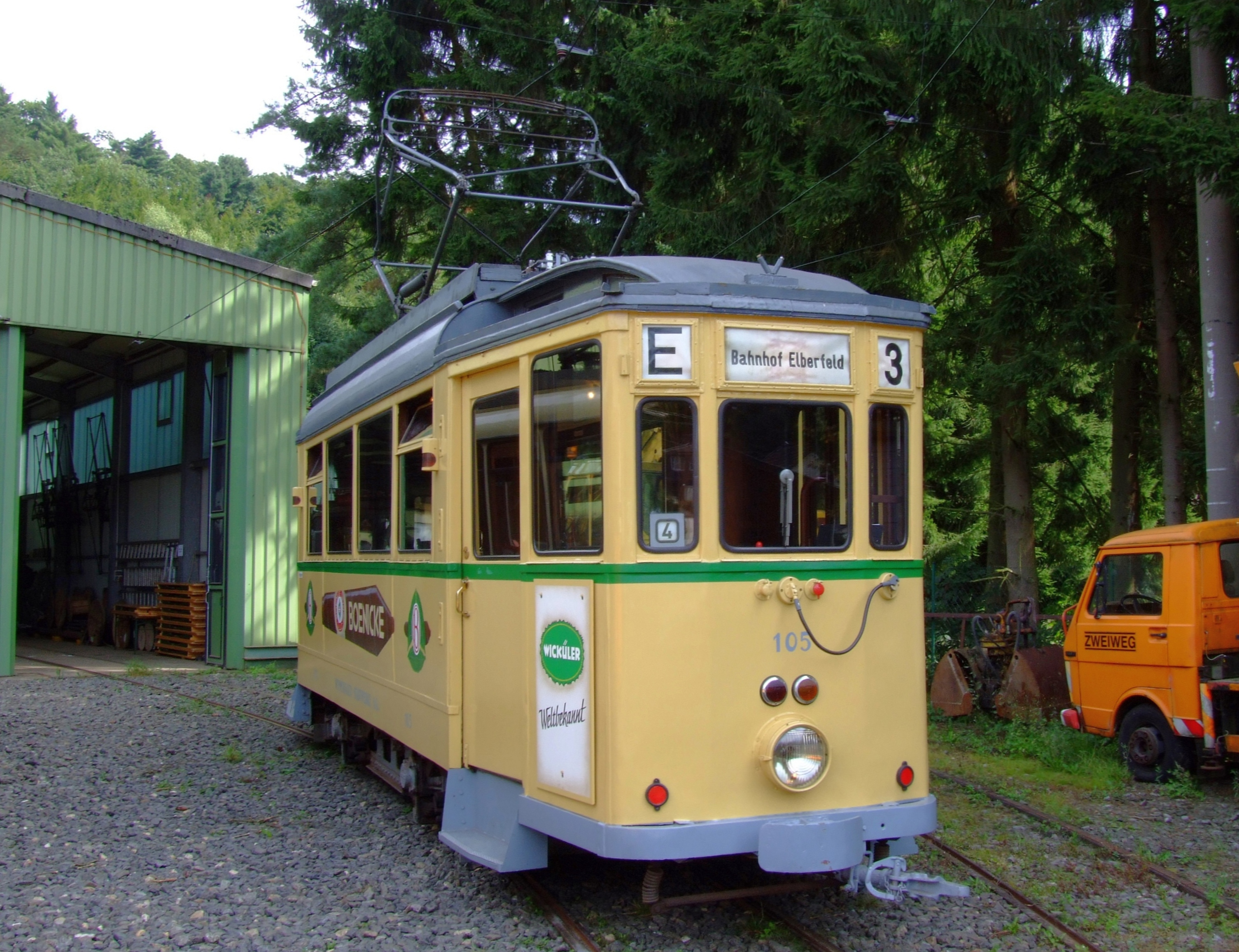
Motorvagn 105 från Wuppertal i Bergisches Straßenbahnmuseum
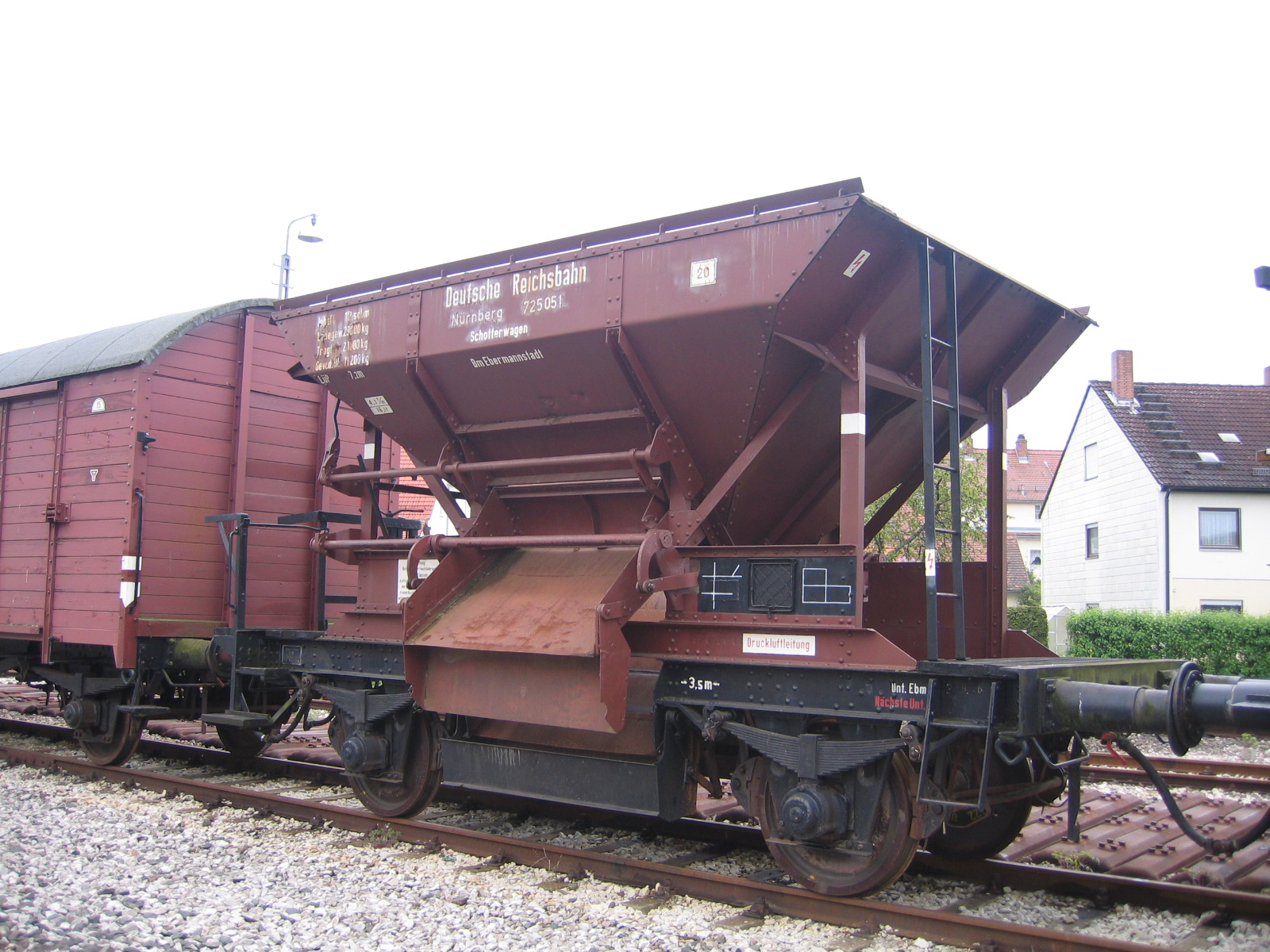
Tippvagn, byggd från 1938
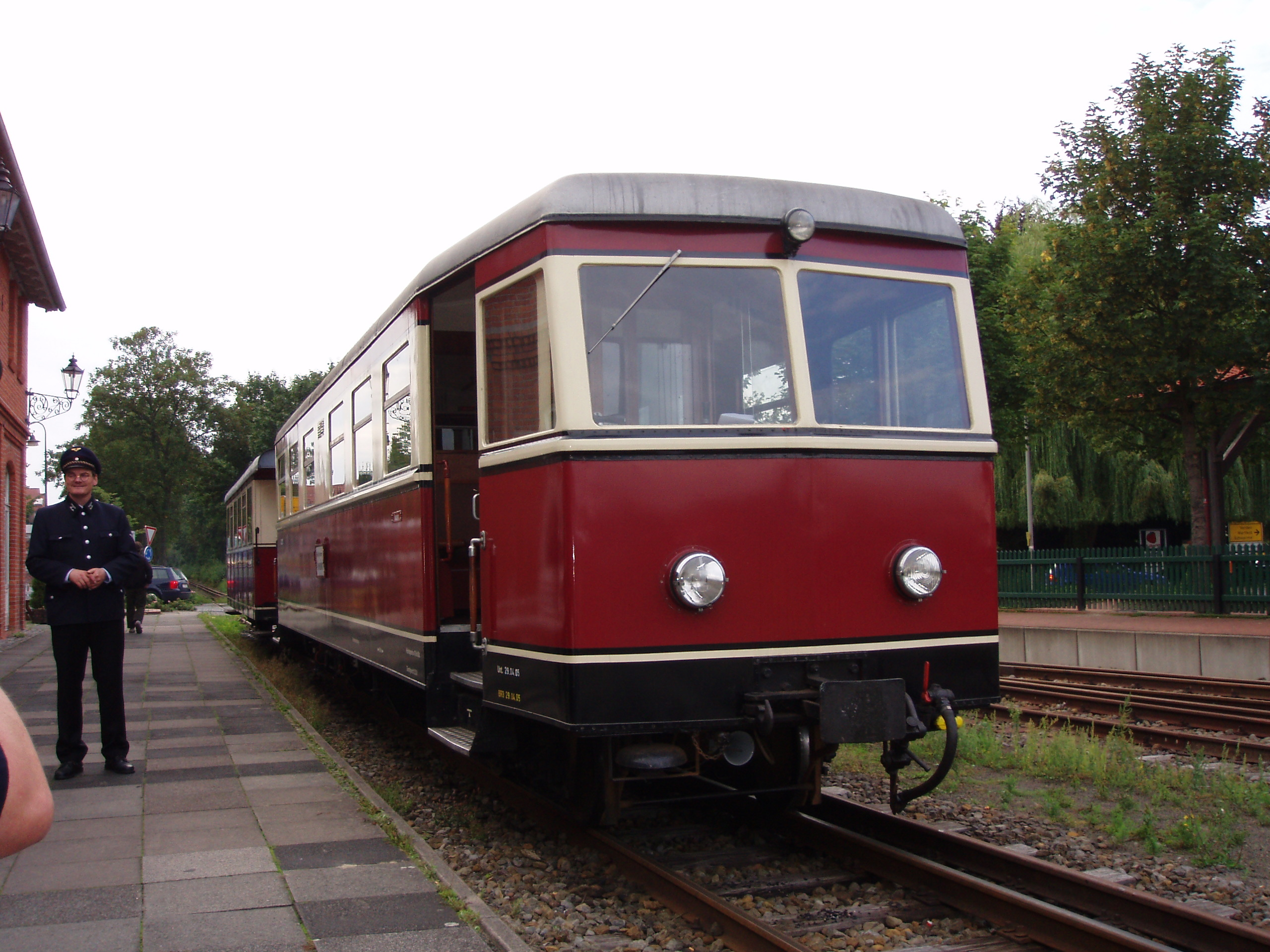
Motorvagn T44 från 1950 i Bruchhausen-Vilsen i Niedersachsen
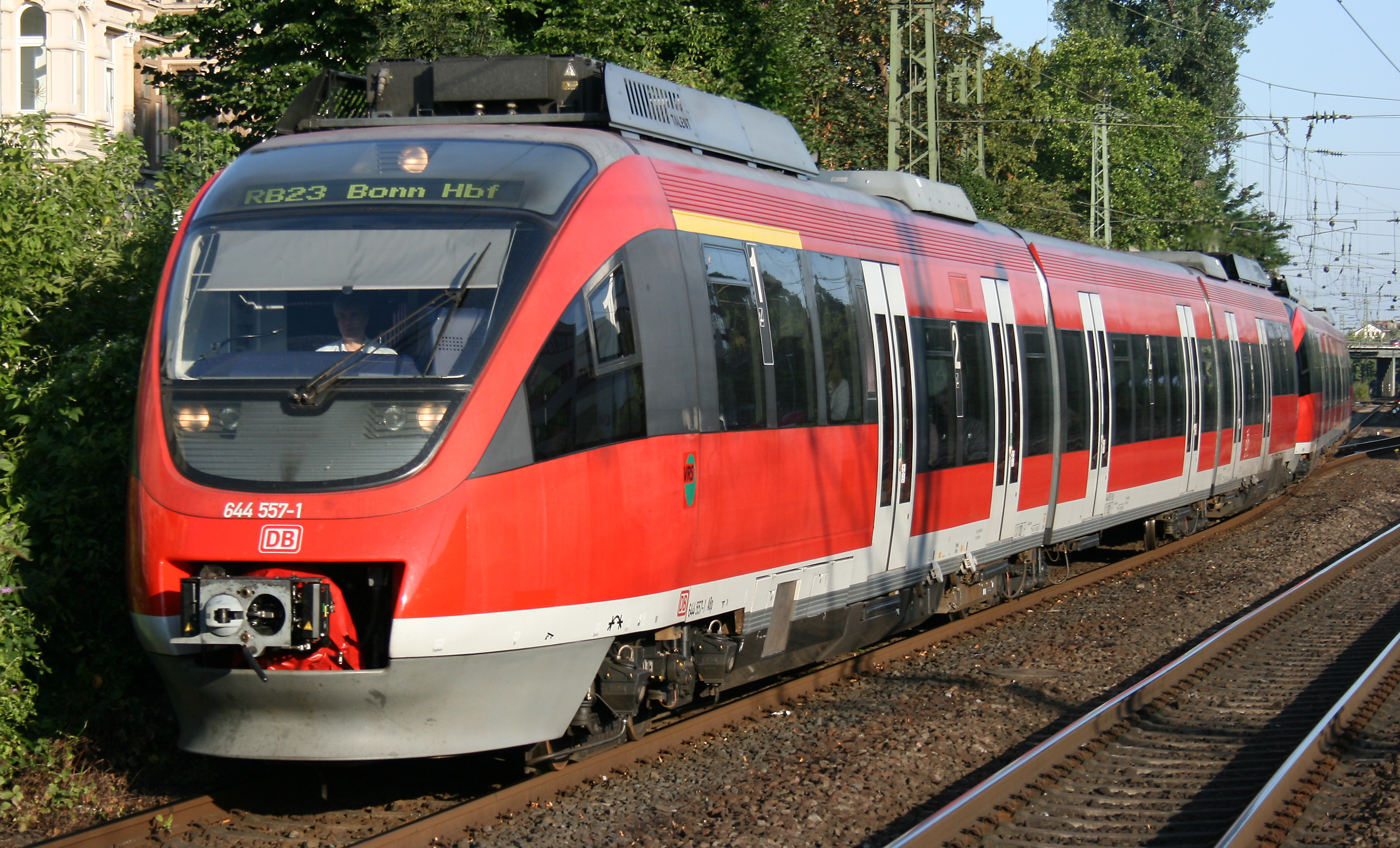
Bombardier Talent

## Nedläggning av produktionen
Bombardier lade ned produktionen i fabriken, med 600 berörda, i juni 2013. Det nybildade företaget Talbot Services GmbH övertog lokalerna och sköter underhåll av fordon med omkring 240 medarbetare.